# 泰阿泰德篇
《泰阿泰德篇》（希臘語：Θεαίτητος），希臘哲學家、數學家柏拉圖的對話錄之一，記述他對知識論的看法。

## 知識的定義
柏拉圖的老師蘇格拉底和數學家泰阿泰德討論甚麼是知識。蘇格拉底帮助泰阿泰德认识到他對知識下的三個定義：「知識就是感覺」、「知識是正確的信念」和「知識是经过说理的信念」都不能让人满意。蘇格拉底說他只是知識的接生婆，因此，他认为泰阿泰德在他的帮助下发现自己所不知的东西时将受益。在谈话结束时，苏格拉底表示自己将要去处理针对他的法律诉讼。實際上，柏拉圖並沒有在《泰阿泰德篇》明確闡述對知識論的見解，但暗示了知識不在感覺之中。

## 知识的助产士
苏格拉底询问西奥多罗斯他是否认识在几何学上展露天赋的学生，西奥多罗斯表示确实有，他称泰阿泰德跟年轻时候的苏格拉底长得一样丑陋，并介绍了他的一些情况。就在这时两人看到了泰阿泰德向他们走来，并把他叫了过来，对话就这么开始了。
苏格拉底告诉泰阿泰德他不知道知识是什么，并且正在寻找一个足够简单的定义。泰阿泰德表示自己也并不知道这个问题的答案，然而苏格拉底告诉泰阿泰德他是来帮助他寻找这个答案的。苏格拉底说自己从事着跟他的母亲一样的工作，即助产士，苏格拉底可以看出一个年轻人经历产生思想的阵痛，帮助他们引产，并分辨好的胎儿和死胎。苏格拉底将自己的哲学方法称为助产术，这种方法在后世被称为蘇格拉底反詰法，即通过一系列的问题和回答引出知识。

## 知识就是感觉
通过知识的助产术，泰阿泰德提出了对于知识的第一个定义：”知识就是感觉“。苏格拉底将“知识就是感觉”这句话与普罗泰戈拉的名言“人是万物的尺度”等同了起来。

## 赫拉克利特的流变学说
照着“知识就是感觉”这个定义作考察，苏格拉底和泰阿泰德遇到了一些问题，苏格拉底说：“当同一阵风吹过，我们当中有人发冷，有人不发冷。按照普罗泰戈拉的说法，这阵风对发冷的人来说是冷的，对不发冷的人来说是不冷的。”也就是说，根本没有任何东西自在地存在，而是在运动中“正在生成”。由此，苏格拉底引出了以赫拉克利特为首的智者们的流变学说：一切都产生于流动和变动。